# Rudgea minor
Rudgea minor är en måreväxtart som först beskrevs av Adelbert von Chamisso, och fick sitt nu gällande namn av Paul Carpenter Standley. Rudgea minor ingår i släktet Rudgea och familjen måreväxter.

## Underarter
Arten delas in i följande underarter:
- R. m. calycina
- R. m. minor